# 曹鈿
曹鈿（1512年—？年），字右文，四川順慶府渠縣人，民籍，十一月初二日生，行二，治《禮記》，明朝政治人物。

## 生平
由縣學生中式嘉靖二十二年（1543年）癸卯科四川鄉試第二十一名舉人，年三十三歲中式嘉靖二十三年（1544年）甲辰科會試第一百九十二名，第三甲第二百零四名進士。

## 家族
曾祖曹彥彬，祖曹宥，父曹孟瓚，前母陳氏；母吳氏；繼母毛氏。永感下。兄曹鑰，弟曹錡。